# Aleksander Hafftka
Aleksander Hafftka (ur. 24 listopada 1892 w Częstochowie, zm. 2 czerwca 1964) – żydowski historyk, socjolog, publicysta, urzędnik.

## Życiorys
Był żydowskim historykiem, badaczem społeczności żydowskiej, wydawcą i redaktorem politycznym. W 1924 został redaktorem pisma „Głos Powszechny” w Częstochowie. W okresie II Rzeczypospolitej pełnił funkcję kontraktowego radcy do spraw mniejszości narodowych i kierownika Referatu Żydowskiego w Ministerstwie Spraw Wewnętrznych, po czym z dniem 18 lutego 1937 został zwolniony z zajmowanego stanowiska i ze służby państwowej. W 1938 został oskarżony o popieranie stronnictwa Aguda i Komitetu Obrony Uboju Rytualnego przez Izaaka Stückgolda, który przed sądem odwołał swoje insynuacje.
Zmarł 2 czerwca 1962 w wieku 72 lat. Został pochowany 4 czerwca 1962 w Nowym Jorku.

## Publikacje
- Ustawodawstwo Polski odrodzonej w stosunku do żydowskiej mniejszości narodowej
- Żydzi w Polsce odrodzonej. Działalność społeczna, gospodarcza, oświatowa i kulturalna (t. 1 i 2, współautor)
- Żydowskie ugrupowania polityczne w Polsce
- Żydowskie stronnictwa polityczne w Polsce Odrodzonej
- Der Antisemitismus in der deutschen Republik (pod pseudonimem „Fritz Marburg”, 1931, Wiedeń).